# Ablerus atomon
Ablerus atomon är en stekelart som först beskrevs av Walker 1847.  Ablerus atomon ingår i släktet Ablerus och familjen växtlussteklar. Inga underarter finns listade i Catalogue of Life.